# Michèle Auclair
Michèle Auclair, nascuda Michèle Blot (París, 16 de novembre, 1924 - Idem. 8 de juny, 2005), va ser una violinista i professora francesa. Gran amiga de Samson Francois.

## Biografia
Michèle Auclair va néixer en una família dedicada a les arts i la cultura. La seva primera professora va ser Line Talluel i més tard, al Conservatori de París, va treballar amb Jules Boucherit, Boris Kamensky i Jacques Thibaud.
El 1943 va guanyar el primer premi al Concurs Internacional Marguerite-Long-Jacques-Thibaud i el 1945 el primer premi al Concurs Internacional d'Interpretació Musical de Ginebra. Aleshores es va embarcar en una carrera internacional.
A partir de 1956, col·labora amb la pianista Jacqueline Bonneau, i juntes donen el seu primer concert l'any següent. El 1962 va començar una altra col·laboració amb la pianista Geneviève Joy.
El 1969 es va convertir en professora de violí al Conservatori Nacional de Música i Dansa de París al mateix temps que Pierre Doukan. Durant les dues dècades següents, els seus estudiants van guanyar més de 45 premis internacionals. També va ensenyar al "New England Conservatory de Boston". Entre els alumnes de Michèle Auclair, podem citar Laurent Korcia, Philippe Aïche, Anne Mercier, Carolin Widmann, Irina Muresanu, Stéphanie Moraly i Philippe Graffin.
Es va casar amb el compositor Antoine Duhamel, i després amb el crític Armand Panigel.
L'any 1995 va rebre la Legió d'Honor per tot el seu treball en el camp de la música.
Al museu Sainte-Croix de Poitiers es conserva un petit retrat que la representa de petita, quadre fet pel pintor Jacques Blot.

## Discografia
- Txaikovski, Concert per a violí - Orquestra Simfònica de Viena, dir. Kurt Woess (1951, Masterseal/Plymouth Record P-12-121) OCLC; 56828652.
- Max Bruch, Concert per a violí, n° 1 – Orquestra Simfònica de Viena, dir. Wilhelm Loibner (1952, Remington Records) OCLC;9871799.
- Igor Stravinski, La història del soldat – Jean Marchat, narrador; Michel Auclair, el soldat; Marcel Herrand, el diable; conjunt instrumental, dir. Fernand Oubradous (1953, Vox Records) OCLC;10028991.
- Franz Schubert, L'obra per a violí: op. 70, 137, 159 – Geneviève Joy, piano (novembre de 1962, Erato (etiqueta) LDE 3236. OCLC; 30536956.
- Maurice Ravel i Claude Debussy - Sonates per a violí – Jacqueline Bonneau, piano (1960, LP Les Discophiles Français 525122) OCLC; 693391419.
- Concerts per a violí, números 4 i 5 de Mozart, Txaikovski, felix Mendelssohn i Johannes Brahms – Orquestra Filharmònica de Stuttgart, dir. Marcel Couraud; Orquestra Simfònica d'Innsbruck, Robert Wagner; Orquestra Simfònica de Viena, director. Willem van Otterloo (1958, 1960 i 1963, Philips Records, PHCP-1250-2) OCLC; 27084554.
- Beethoven, Sonata per a violí, n° 5, op. 24 "Spring" – Geneviève Joy, piano (1979, LP Musique et culture MC3003) OCLC; 761675773.